# 孫殿英
孫殿英（1889年—1947年9月30日），字魁元，又字科元，乳名金贵，河南永城人。因曾盗掘了慈禧和乾隆帝陵墓的珍宝，而被稱為“東陵大盜”。民國初年軍閥，初為直系，歷降鎮嵩軍、国民軍、奉軍、國民革命軍、日軍、汪精卫政府，二次大戰日本投降後，又歸順蔣介石，成為國民革命軍中將，國共戰爭中被解放军所俘；1947年9月末，孫殿英在河北省武安縣解放軍戰俘營中死亡。

## 生平

### 早年生涯
孫殿英自称为明末名臣孫承宗后裔。幼年在私塾学習。因为和同学吵架，被教師批评，7歲乃放火烧私塾校舍，被退学。以後，青年孫殿英成为赌徒，並染上鸦片煙癮。
他先參加民間秘密組織「廟道會」，成為會首；1922年（民国十一年），他拉着會眾投入河南陸軍第一混成團團長兼豫西鎮守使丁香玲部，先當副官，後升任機槍連連長:196。到1924年（民国十三年）第二次直奉战争時，他趁前線打仗擴大隊伍到數千人:196。直系孫殿英趁直军敗北，在陝西省及河南省掠夺以维持軍队。不久，加入劉鎮華的鎮嵩軍憨玉琨部。
1925年（民国十四年）3月，憨玉琨被国民軍胡景翼部击敗，孫殿英投降国民軍，升任師長。不久，脱离国民軍。東進沿途掠夺，最终成为奉系山東省張宗昌的部下，任褚玉璞手下的第五師師長。南口大战中，孫殿英勇战国民軍。因此受到張宗昌、褚玉璞赏识，被任命为直魯聯軍第二十五師師長。此後抵抗国民党北伐。
1927年（民国十六年）任第十四軍軍長兼大名鎮守使。

### 盗掘清陵
1928年（民国十七年），張宗昌最終敗北。5月，孫殿英趕緊向蔣介石投誠，被收編委任為国民革命軍第六軍团第十二軍軍長；他率部退守薊縣和遵化一帶，即清東陵所在地:196，孫殿英為籌措軍餉，以軍事演習為名，盗掘乾隆皇帝與慈禧太后的陵墓，收羅大批珍宝，一時間舆论大嘩，但孫殿英不惜血本給民國上下人等行賄，壓下這桩民國最大盜墓案，不了了之:196-197。该事件史称“东陵事件”，国民政府不追究孙殿英的责任，导致溥仪和国民政府完全决裂。

### 激战日軍
1930年（民国十九年）春，閻錫山和馮玉祥聯合反蔣，聲勢極大，孫殿英趕緊依附於馮玉祥、閻錫山名下，被委任為第四方面軍第五路總指揮兼安徽省政府主席:197。同年9月，張学良南下支援蒋介石，閻敗退。張學良武裝入關調停，孫殿英投入張学良，當上第四十師（東北軍暫編陸軍第二師）師長:197。1931年（民国二十年）11月，孫殿英升任第四十一軍軍長:197。
1933年（民国二十二年）2月，日軍三萬餘人進攻熱河，孫殿英奉張學良之命率第四十一軍由山西馳援熱河，向赤峰前進；東北軍湯玉麟部和万福麟部與敵一觸即潰:197。孫殿英進抵赤峰，即展開阻擊戰，相持達七晝夜，後退往猴頭溝門，繼續與敵作戰十餘日，最終戰敗而後撤察哈爾；孫殿英趁機吞併湯玉麟兩個騎兵旅、一個步兵團以及其他各路義勇軍:197。孫殿英同日軍交战，最終敗北，但其勇敢作战赢得了舆论称赞。同年5月，蒋介石委任孫殿英为「青海屯垦督办」；那時青海是軍閥馬步青、馬步芳，馬鴻賓、馬鴻逵（寧夏省政府主席、馬鴻賓兄長）等「四馬」之天下:197。在蒋介石支持下，1934年1月，孫殿英部自綏遠省西部欲進入寧夏省，参与青海、甘肅、寧夏方面統治。「四馬」聯合起來，武力抗拒孫殿英；「四馬」聯軍約4萬餘人，孫殿英兵力約7萬人:197。雙方作戰三個月，孫殿英戰敗。1934年（民国二十三年）3月，孫殿英軍隊回退時不意又受山西省閻錫山手下的傅作义晉綏軍攻擊而繳械投降，軍权被剥奪。閻錫山出兵斬斷孫殿英回山西之路，蔣介石明令撤銷其本兼各職，孫殿英被閻錫山收編:197。自此孫殿英隱退山西晉祠及太原。

### 后期事迹
1934年5月，何应欽任命孫殿英为国民政府軍事委員会北平分会高等顧問。
1936年（民国二十五年）6月，冀察政務委員会委員長宋哲元任命孫殿英为察北保安司令。1937年，抗日战争爆发，宋哲元任命孙殿英为冀北民軍司令。孫殿英發展隊伍到一萬多人:198。不久日军攻陷冀北，孙殿英率部退到保定，被蒋介石任命为冀察游击司令，收集旧部、散兵及投军的青年学生共2万余人。抵达山西晋城时时序列如下：
- 冀察游击总队，司令孙殿英
- 第1支队，支队长杨明卿
- 第2支队，支队长刘月亭。到大名会合了旧部师长刘月亭的一部分人马
- 第3支队，支队长侯冠文
- 第4支队，支队长杨克猷
- 第5支队，支队长任孟启
- 第6支队，支队长焦文典。在行唐收留了旧部团长焦文典的队伍

1938年春，日军香月师团向晋东南发动大规模进攻，晋城很快失守，孙殿英部向西转进至阳城、沁水。在阳城凤台古镇，孙部杨明卿、杨克猷支队与敌军遭遇，几经激战，击退了进犯之敌，保住了阳城、沁水一带阵地。战后孙部被调往冀南武安、涉县一带。1938年夏，蔣介石委任孫殿英為新編第五軍軍長:198。
1939年1月，孙部由冀南撤至豫北，分别与敌人战于河北的沙河、河南的济源及东西轵城，战况激烈，双方互有伤亡，最后孙部挫败进犯之敌，保住了黄河南北交通要道。1939年，孙部调往河南林县驻防，部队不久被改编为新編第五軍，隶属第1战区，序列如下：
- 新编第五军，军长孙殿英，副军长邢肇棠，参谋长冯养田
  - 暂编第3师，师长刘月亭，1939年冬，刘月亭在作战中被日军俘虏，杨克猷升任师长。
    - 第7团，团长杨克猷
    - 第8团，团长侯冠文
    - 第9团，团长柴文竹

  - 暂编第4师，师长王廷瑛
    - 第10团，团长王遂庆
    - 第11团，团长王天祥
    - 第12团，团长杨明卿

  - 独立第1团，团长刘廷杰
  - 独立第2团，团长许志武
  - 补充第1团，团长戴世僖
  - 补充第2团，团长梁少枫

全军辖十个团，但由于只能领六个团的军饷，孙殿英只得宣布每人只能领八成薪饷。
1939年10月15日，彭德怀和抗大一分校校长何长工到新五军驻地会见了孙殿英。几天后抗大一分校的学员、山西第五专署路东办事处等地方机关工作人员与新五军官兵一起参加“国共抗战誓师大会”，彭德怀、孙殿英在会上分别讲话。此后，穿插居住在这里的国共双方友好来往，相安无事。在后来突发的“十二月事变”、国共关系紧张时，孙殿英都保持了中立。彭德怀曾评价，孙殿英是在抗战期间与八路军关系最好的国军。
1940年，新五军与范汉杰第二十七军、庞炳勋第四十军合编为第24集团军。此时新5军序列如下：
- 新编第五军，军长孙殿英，副军长邢肇棠（1941年秋政治面貌暴露撤走）/王廷瑛/杨明卿、康翔，参谋长冯养田
  - 暂编第3师，师长杨克猷
    - 第7团，团长侯冠文
    - 第8团，团长王启元
    - 第9团，团长柴文竹

  - 暂编第4师，师长王廷瑛/王遂庆/康纪鹏(康泽的本家兄弟)，副师长靖任秋
    - 第10团，团长王遂庆
    - 第11团，团长王天祥。1941年初，王天祥率部投敌。11团重建后刘廷杰为团长，不久张式平。1943年4月21日，日军发起全线攻击，主攻该团把守的邢门口，团长张式平指挥部队浴血奋战，但在日军炮火的猛烈轰击下几乎全军覆没。
    - 第12团，团长杨明卿/张锡珂

  - 独立第1团，团长戴世僖
  - 独立第2团，团长刘廷杰
  - 独立第3团，团长梁少枫
  - 特务团，团长许志武

1941年底，蒋介石怀疑孙殿英等驻太行敌后的国军有的私通八路，有的私通日军，派军统少将文强到太行部署军统分子监督各部国军。
1943年（民国三十二年）4月，日軍出動20萬人進攻太行山區；4月23日，日軍包圍孫殿英防地（林县），孫殿英率部投降日軍，當上「和平救國軍」司令:198。孫殿英在王家疙瘩的小山村降日。並任新五軍軍長兼第四方面軍指揮官、豫北保安司令。孙殿英投敌后，随即诱降了第二十四集团军总司令庞炳勋及第二十七军、四十军各一部。李振清率第四十军一部拒绝投降，拼死血战，突围而出。新五军投敌后，汪伪政府保留其原番号不变，仍称新五军，序列如下：
- 新编第五军，军长孙殿英，副军长杨明卿、路厚斋，参谋长冯养田
  - 第七师，师长杨克猷
    - 第19团，团长王启元
    - 第20团，团长侯冠文
    - 第21团，团长张式平

  - 第八师，师长张锡珂
    - 第22团，团长张普霖
    - 第23团，团长常相时
    - 第24团，团长朱锡龄

  - 第23师，师长刘月亭
  - 独立第1旅，旅长李纪广
  - 独立第2旅，旅长张体安
  - 特务团，团长许志武
  - 补充第1团，团长戴世僖
  - 补充第2团，团长刘廷杰
  - 补充第3团，团长梁少枫

孫殿英一方面利用職权贩卖鸦片牟取暴利，另一方面秘密投靠蒋介石。1943年12月，由于和庞炳勋的矛盾，孙部从第24集团军序列划出，单独编为“豫北剿共军”。1944年，孙部又改编为第6方面军，下辖第11军（即原新5军）下辖三个师又一个团。
1945年（民国三十四年）8月，日本投降，孫殿英投誠蒋介石，免去漢奸罪名:198。孫殿英为“先遣军”第二路军，后任新編第四路軍总指揮，收夺華北的汪精卫政权公有財產。
1946年（民国三十五年）7月，随着第二次国共内战全面開始，郑州绥靖公署将孙部改编为暂编第三纵队，驻防河南汤阴，序列如下：
- 暂编第三纵队，司令孙殿英，刘月亭副司令
  - 第五总队，总队长杨克猷
    - 第21团
    - 第22团

  - 第六总队，总队长张锡珂
    - 第23团，团长王鸿勋
    - 第24团，团长朱锡龄

  - 独立第1团，团长许志武
  - 独立第2团，团长戴世僖
  - 独立第3团，团长郭平甫[來源請求]

## 死亡之謎
1947年（民国三十六年）3月，孫殿英在豫北战役中同刘邓率领的晋冀鲁豫野战军在河南省湯陰保卫战激战，5月2日城破被俘；1947年9月30日，孫殿英在河北省武安县解放军戰俘營中绝食而死。
另有说法：考虑到抗战期间孙殿英和八路军合作良好，在押期间，晋冀鲁豫军区政治部军法处遵照刘伯承的指示，对孙殿英非常宽待，特地批准其一名被俘卫士照顾其生活。由于孙殿英吸食鸦片几十年，患上了“烟后痢”，军法处不惜重金买来鸦片以缓解其症状。但由于中毒太深，1947年9月30日病逝。

## 家庭
子孙天义。